# 阿部正右
阿部 正右（あべ まさすけ）は、江戸時代中期の大名、老中。備後国福山藩の第3代藩主。官位は従四位下・侍従。阿部家宗家7代。

## 生涯
福山藩の第2代藩主・阿部正福の次男として江戸藩邸にて誕生。幼名、富之助。初名、正治。
元文3年（1738年）に14歳で徳川吉宗に御目見し、伊予守に任じられ従五位下に叙される。寛延元年（1748年）、25歳で正福から家督を譲られ、明和6年（1769年）に死去するまで28年間藩主を務めた。ただし、藩主在任期間の大部分は幕政へ参画しており、藩政に直接関与することはほとんどなかった。
福山藩主に就任した正右は、寛延3年（1730年）に福山に入部し、領内を視察するが、その後は江戸または京都に住まった。宝暦2年（1752年）に奏者番に任じられ、宝暦6年（1756年）に寺社奉行を兼任し、宝暦10年（1760年）には京都所司代に転任して従四位下に叙された。京都所司代在任中には先例を破り処分を受けることもあったが、後桜町天皇即位の祭礼を取りまとめるなど活躍する。明和元年（1764年）に西丸老中に就任し、翌年（1765年）本丸老中に任じられる。なお、阿部家宗家が老中を務めるのは、5代前の重次以来約100年ぶりであった。
しかし、一方で正右の出世には多額の経費が費やされ、福山藩は無理な支出を強いられることになった。そのため藩は藩札（銀札）を濫発し、厳しい財政を補填しようとしたが、勢い市場を混乱に陥れ、藩の信用は失墜することになった。事態に窮した藩は藩札の強制使用を命じ、更には「御用銀」を領民に賦課した。しかし宝暦3年（1753年）、これに反発した領民による一揆が勃発して、政策は撤回されることになった。その後、藩は流通統制や財政の緊縮に努め、財政の健全化を図ろうとするが、正右の死去までに状況が好転することはなかった。また、こうした状況の中で、藩士の綱紀は弛緩しきったという。
明和6年（1769年）に死去し、跡を3男・正倫が継いだ。

## 経歴
- 1724年（享保9年） 生誕（11月29日）
- 1738年（元文3年） 従五位下・伊予守
- 1748年（寛延元年） 相続（11月19日）
- 1752年（宝暦2年） 奏者番に就任
- 1756年（宝暦6年） 寺社奉行を兼務（5月7日）
- 1760年（宝暦10年） 奏者番兼寺社奉行から京都所司代に転任（12月3日）
- 1764年（明和元年） 京都所司代から西丸老中に転任
- 1765年（明和2年） 西丸から本丸老中に転属（12月22日）
- 1769年（明和6年） 老中・藩主在職のまま死去（7月12日）、享年46

諡は西閣院殿楼誉託方練契。墓地は西福寺（台東区浅草）、のち谷中墓地（台東区谷中）に改葬。

## 官位
- 1738年（元文3年）　従五位下・伊予守
- 1760年（宝暦10年）　従四位下、侍従

## 系譜
- 父：阿部正福（1700-1769）
- 母：島津吉貴の養女 - 鳥居忠英の娘
- 正室：丹羽高寛の娘
- 室：中島氏
  - 三男：阿部正倫（1745-1805）
- 婚約者：松平頼豊娘
- 生母不明の子女
  - 長男：阿部正表
  - 次男：阿部正固（1742-1767）